# 史蒂文森 (阿拉巴马州)
史蒂文森（英文：Stevenson），是美国阿拉巴马州下属的一座城市。面积约为7.72平方英里（约合20平方公里）。根据2010年美国人口普查，该市有人口2,046人，人口密度为264.89/平方英里（约合102.3/平方公里）。